# Carex hezhouensis
Carex hezhouensis är en halvgräsart som beskrevs av H.Wang och S.N.Wang. Carex hezhouensis ingår i släktet starrar, och familjen halvgräs. Inga underarter finns listade i Catalogue of Life.